# Hjärterumstenen
Hjärterumstenen (Ög 20) är en runsten i granit, 1,65 m hög, 0,75 m bred och 0,4 m tjock. Slingan är går längs ytterkanten på stenen samt i förlängningen av ett kors placerat mitt i stenen. Stenens ursprungliga plats är okänd.
Texten lyder i translitteration:  
× hulmkiR : auk * branti : þaiR * raisþu : stin * þ(i)na * iftiR * kiulik × faþur : sin *
Normalisering: 
HolmgæiRR ok Brandi þæiR ræisþu stæin þenna æftiR Kiulak, faður sinn. 
Översättning:
Holmger och Brande de reste denna sten efter Kjollak, sin fader.
Runstenen kan utifrån sin formgivning med rakt avslutade skriftband och utan ornamentik dateras till 980-1015.